# 异子蓬
异子蓬（学名：Suaeda aralocaspica）是藜科鹼蓬屬的植物。分布在哈萨克斯坦以及中国大陆的新疆等地，生长于海拔500米的地区，常生于强盐碱的沙质土和戈壁，目前尚未由人工引种栽培。异子蓬是盐生植物，使用C4二氧化碳固定，但缺乏其他C4植物的特征叶片内结构（称为花环结构）。此植物在单细胞中执行完整的C4光合作用，因此被称为单细胞C4系统或SCC4植物。